# Курья (станция)
Курья — железнодорожная станция в Перми. Курья — грузовая станция 3 класса, расположена на главном ходу Транссибирской магистрали.
Станция Курья одна из главных остановочных пунктов Пермской городской электрички, через неё проходят пригородные поезда в Балезино, Кез и Верещагино.
Станция возникла в 1899 году в селе Курья и задумывалась для рабочих посёлков Закамска, Оборино, Лесной, Новый Крым, Нижняя Курья, а также для разгрузки товарных поездов, чтобы на Перми-I не было проблем с сортировочными составами. В 1941 году был образован Кировский район, и станция с селом вошла в черту города Молотова.
28 июля 2004 года была запущена Пермская городская электричка, и Курья стала одной из главных остановок на её пути.
Есть действующая билетная касса.
Начальник станции на 19.01.2017 г. Узингер Денис Александрович.
Начальник станции на 04.02.2025 г. Радов Дмитрий Андреевич